# Hainuwele

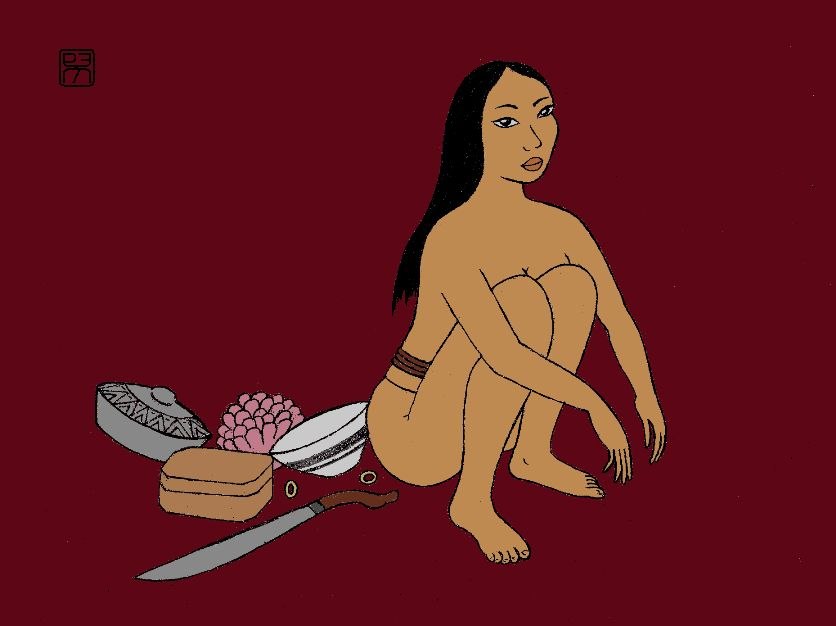
Hainuwele scheidet Wertgegenstände aus

Hainuwele („Kokospalmzweig“) ist ein Mythos der Wemale, einer ursprünglichen Ethnie der indonesischen Insel Seram.

## Mythos
Aufgezeichnet wurde der Mythos durch Adolf Ellegard Jensen während einer Expedition des Frobenius-Instituts zwischen 1937 und 1938 zu den Molukken.
Während einer Jagd findet ein Junggeselle namens Ameta aufgespießt auf den Hauer eines ertrunkenen Wildschweins eine Kokosnuss, eine bis dahin unbekannte Pflanze. Ameta nimmt sie mit nach Hause. In der gleichen Nacht erscheint ihm im Traum eine Figur, die ihn anweist, die Kokosnuss in die Erde zu pflanzen. Wenige Tage nachdem er tat, wie ihm geheißen, ist die Kokosnuss zu einer voll ausgebildeten, blühenden Palme herangewachsen. Ameta besteigt die Palme, um Blüten zu ernten, schneidet sich dabei jedoch in den Finger und Blut tropft in eine Blüte der Palme. Neun Tage später findet er statt der Blüte ein Mädchen vor, das er Hainuwele nennt und in einen Sarong gewickelt nach Hause mitnimmt. Schnell wächst sie zum heiratsfähigen Alter heran. Hainuwele verfügt über eine besondere Fähigkeit: Bei der Defäkation scheidet sie Wertgegenstände aus. Ameta wird ein reicher Mann.
Hainuwele nimmt an einem Ort namens Tamene Siwa an einem neuntägigen Tanzritual teil, bei dem die Männer eine neunfache Spirale bilden und die Frauen in der Mitte sitzen. Bei diesem Maro-Tanz ist es üblich, dass die Mädchen Betelnüsse an die Männer verteilen. Als Hainuwele von den Männern um solche gebeten wird, verteilt sie jedoch von ihr selbst ausgeschiedene Wertgegenstände, über die sich die Männer zunächst sehr freuen. Jeden Tag gibt sie größere, wertvollere Gegenstände: Korallen, chinesische Porzellanteller, Buschmesser, Kupferdosen, goldene Ohrringe und Gongs. Nach einiger Zeit wird den Dorfbewohnern Hainuweles Fähigkeit unheimlich und sie beschließen, getrieben von Neid, sie in der neunten Nacht des Tanzes zu töten. Zuvor graben die Männer eine Fallgrube im Zentrum des Tanzplatzes, in welche nun Hainuwele gemeinschaftlich gestoßen wird. Unter fortgesetztem Gesang und Tanz wird Hainuwele von den Männern lebendig begraben.
Ameta vermisst Hainuwele nach einiger Zeit und beginnt sie zu suchen. Durch ein Orakel erfährt er, was passiert ist. Er gräbt ihren Leichnam aus, schneidet diesen in Stücke und vergräbt die Leichenteile verteilt um den Tanzplatz herum. Aus den Leichenteilen erwachsen verschiedene, bis dahin unbekannte Nahrungspflanzen, insbesondere Knollenfrüchte.
Die abgetrennten Arme Hainuweles bringt Ameta zu mulua Satene, der göttlichen Herrscherin über die Menschen. Sie errichtet ein spiralförmiges Tor, durch das die Menschen schreiten sollen. Diejenigen, denen das Durchschreiten des Tores gelingt, bleiben Menschen, werden jedoch ab diesem Zeitpunkt sterblich und in Patalima („Fünfermenschen“) und Patasiwa („Neunermenschen“) eingeteilt. Diejenigen, denen es nicht gelingt, durch das Tor zu schreiten, verwandeln sich in neue Tierarten oder Geister. Satene selbst verlässt die Erde und wird zur Herrscherin über das Totenreich.

## Deutung
Hainuwele kann im weiten Sinne als Schöpfungsmythos verstanden werden: Die Ausgestaltung von natürlicher Umwelt, menschlicher Existenzweise und sozialen Strukturen wird erklärt. Tierarten, Geister und Nutzpflanzen werden erschaffen, eine Erklärung für die Sterblichkeit des Menschen und Stammesbildungen der Wemale werden gegeben.
Jensen deutet die Figur der Hainuwele als Dema-Gottheit. Der Glaube an eine Dema-Gottheit ist nach Jensen typisch für einfache Pflanzerkulturen im Unterschied zu Jäger- und Sammlergesellschaften und Gesellschaften mit auf Getreide basierender Landwirtschaft. Die Verehrung von Dema-Gottheiten erkennt Jensen weltweit in zahlreichen Kulturen. Er nimmt an, dass die Verehrung von Dema-Gottheiten auf die neolithische Revolution in der Ur- und Frühgeschichte zurückgeht. Kennzeichnend für Dema-Gottheiten ist, dass sie im Mythos von urzeitlichen, unsterblichen Menschen (Dema) getötet, zerstückelt und begraben werden. Im Anschluss entstehen aus ihren Leichenteilen Nahrungspflanzen. Die Verehrung einer Dema-Gottheit bringt die Überzeugung zum Ausdruck, dass die Hervorbringung neuen Lebens notwendig mit der Sterblichkeit des Lebens verknüpft ist. Jensen hebt bei dieser Deutung Hainuweles hervor, dass für zahlreiche Elemente des Mythos Parallelen bei den Ritualen der Wemale, etwa dem Maro-Tanz, vorlagen und Mythos und Rituale eine Bedeutungseinheit bildeten.
Neuere Forschungen weisen die Deutung als Schöpfungsmythos und Verwendung des Begriffes der Dema-Gottheit zurück. Die kulturmorphologische Idee der Dema-Gottheit sei als solche problematisch, da sie eine ursprüngliche Verknüpfung von verschiedensten, sehr unterschiedlichen Mythen räumlich weit getrennter Kulturen annimmt und kaum durch archäologische oder andere empirische Daten gestützt wird.
Bei der Interpretation Hainuweles werden vielmehr sozialanthropologische Aspekte betont: Hervorgehoben wird die fremde und (damit?) unreine Herkunft der von Hainuwele verteilten Wertgegenstände als Ursache für einen sozialen Konflikt (Neid). Alle Gegenstände wurden ursprünglich nicht in Seram produziert und sind frühestens im 16. Jahrhundert nach Seram gelangt. Die Wertgegenstände können als „dreckiges Geld“ verstanden werden. Der Mythos verarbeitete somit eine neue, problematische sozialökonomische Situation, vor die die Wemale gestellt wurden und versucht, sie allenfalls mit älteren mythischen Vorstellungen in Übereinstimmung zu bringen. In diesem Zusammenhang erklärt sich die Einführung der Sterblichkeit unter den Menschen als ein Ausgleich oder eine Wiedergutmachung für die erhaltenen Wertgegenstände gegenüber der Welt der Geister und Götter.